# Otto Stange (Chemiker)
Otto Stange (* 3. November 1870 in Lübeck; † 19. September 1941 in Köln) war ein deutscher Chemiker und von 1923 bis 1936 Vorstandsmitglied der „Farbenfabriken vorm. Friedr. Bayer & Co.“ in Leverkusen.

## Leben
Er besuchte das Katharineum zu Lübeck bis zum Abitur 1890. Nach dem Schulbesuch studierte er bis 1894 Chemie an der LMU in München mit anschließender Promotion bei Johannes Thiele. Er trat am 27. November 1894 bei den „Farbenfabriken vorm. Friedrich Bayer &Co“, Elberfeld auf Einladung von Carl Duisberg ein.
Er war zunächst Betriebschemiker; im Bereich der Zwischenprodukte arbeitete er auch auf dem Gebiet der Kautschuk-Synthese.
1912 wurde ihm Prokura erteilt. 1921 wurde er zum stellvertretenden Direktor und 1923 zum Vorstandsmitglied ernannt.
1918 wurde er stellvertretender Vorsitzender des eben gegründeten Arbeitgeberverbandes der Deutschen Chemie.
1923 wurde er Leiter der Alizarinabteilung und war damit der Vorgänger von Kurt Hansen.
Er war Vorsitzender der Kommission für „Zwischenprodukt“ der IG Farben, der sog. „Zetko“.
Stange war Leiter des Fabrikkontorausschusses und Mitglied der Kommission für Alizarin- und Küpenfarben.
1936 legte er das Amt des stellvertretenden Vorstandsmitglieds der IG Farben nieder.

## Ehrungen
- Eisernes Kreuz am weißen Bande (1918).
- Benennung einer Straße in Leverkusen-Steinbüchel in Otto-Stange-Straße (1962).[5]